# Конфедерация профсоюзов трудящихся Боливии
Конфедерация профсоюзов трудящихся Боливии (Профсоюзная конфедерация боливийских трудящихся, исп. Confederación Sindical de Trabajadores de Bolivia, CSTB) — крупнейший национальный профцентр профсоюзов Боливии с 1936 по 1952 год.

## История
Национальный трудовой конгресс, на котором была создана CSTB, собрался 29 ноября — 6 декабря 1936 года; на нём присутствовали 134 делегата. Конгресс принял ряд резолюций, в том числе требования национализации холдингов «Стандарт Ойл Компани» в Боливии, распределения прибыли в пользу работников, установления минимальной заработной платы, связанной с прожиточным минимумом.
Конфедерация на момент своего создания опиралась главным образом на водителей и фабричных рабочих Ла-Паса, некоторые профсоюзы заводских рабочих в Оруро и несколько групп горняков, а также различных объединения ремесленников. Политически в ней ощущалось влияние троцкистов из Революционной рабочей партии, а затем из отколовшейся от последней Социалистической рабочей партии Боливии.
Большинство лидеров CSTB тесно сотрудничали с «военно-социалистическим» правительством Хермана Буша Бесерры. Ставленник профсоюзов Вальдо Альварес при предыдущем военном президенте Хосе Давиде Торо Руйлове уже возглавлял созданное «под него» министерство труда, но был удалён из правительства после антикоммунистического декрета президента.
На выборах в Конгресс 1938 года Конфедерация, будучи компонентом провластного Единого социалистического фронта, провела большое количество депутатов в парламент. В Учредительном собрании 1938 года CSTB была влиятельным элементом левой политической группировки. Херман Буш Бесерра также назначал представителей CSTB в различные правительственные комиссии.
Конфедерация провела свой второй съезд (II общенациональный рабочий конгресс) в Ла-Пасе в январе 1939 года. Возникли серьёзные политические разногласия, особенно между троцкистски настроенными последователями Тристана Марофа и сторонниками сталинистски ориентированного Фронта боливийских левых, возглавляемого Хосе Антонио Арсе. Опасаясь попыток приверженцев Арсе поглотить Конфедерацию в состав своего Фронта, составлявшие большинство марофистские элементы, протолкнули резолюцию, провозглашающую «полную автономию» CSTB от всех политических партий, хотя Тристан Мароф возглавлял собственную Социалистическую рабочую партию Боливии. Это позволило говорить о том, что дискуссии на съезде проходили при «интеллектуальной гегемонии» Тристана Марофа и его соратника Алипио Валенсии Веги (Ивана Кесвара).
Политические разногласия внутри CSTB продолжались, когда силы во главе с Хосе Антонио Арсе провели в июле 1940 года конгресс с целью преобразовать Фронт боливийских левых в новую политическую Партию революционных левых (Революционную левую партию, PIR). CSTB было отправлено приглашение принять участие в этой встрече. Руководство CSTB, все ещё контролируемое Тристаном Марофом, отклонило это приглашение. В результате этого в CSTB произошел раскол. Сторонники Партии революционных левых созвали собственный «Конгресс» CSTB в 1942 году, избравший Аурелио Алькобу из PIR своим генеральным секретарем. Но большинство членов CSTB осталось верным старому руководству. Вместе с тем, влияние Тристана Марофа падало, и Когда Конфедерация профсоюзов трудящихся наконец воссоединилась, она уже находилась под твёрдым контролем PIR.
CSTB распалась в 1952 году; недавно созданный Боливийский рабочий центр (COB) стал основной профсоюзной федерацией страны в условиях Боливийской национальной революции.